# Османска историография
Османската историография датира собствено от времето на Мурад II. 

## Предистория
Предходно са известни две хроники, като втората е продължение на първата от друг автор. Те са върху историята на Иконийския султанат и са дело на Ибн Биби и Керимеддин Махмуд Аксарайлъ. 

## Преди османските архиви
През 1423 г. Али Азъджъзаде съставя на султан Мурад II така нареченото Огузнаме или Селджукнаме, което се превръща в османска митология. Първият собствено османски историографски труд е на Урудж бин Адил и е Хроника на Османското семейство (Теварих-и ал-и Осман). Другият допълващ хрониката труд е на Ашъкпашазаде или дервиш Ахмед, който носи същото име. 
Първият сериозен историографско-османски труд е на Мехмед Нешри – Огледало на историята. 
Друг важен източник до завоюването на Близкия Изток от султан Селим I е Осем рая (Хещ бахищ) на кюрда Идрис Битлиси. Съчинението е написано на персийски език по поръчение на османския султан Баязид II през 1501 г. и съдържа осем глави посветени на първите осем османски султани до Баязид II. По поръчение на последния, Кемалпашазаде написва История на Османската империя обхващаща събитията от 1481 г. до битката при Мохач, която за съжаление не е запазена в оригинал. Всички османски хроники и истории до 1520 г. са изключително ценни понеже през 1520 г. се създават османските архиви, благодарение на които историческите събития и тяхната интерпретация насетне е значително улеснена фактологически. 

## Класически период
По времето на Сюлейман Великолепни великият везир Лютви паша е автор на своя История на Османската империя, която обхваща събитията до 1533 г. Друг велик везир от това време, Рюстем паша също пише същата история през 1560 г. но за времето от Мехмед II до 1560 година включително. 
Виден османски историограф от 16 век е Садеддин (1536-1599) със своя Венец на историята (Таджут теварих). Садеддин е шейх юл-ислям и възпитател на Мурад III. Мустафа Али (1541-1600) със Същност на известията (Кюнх-юл ахбар) и Мустафа Селаники със своята хроника допълват картината на започналото разложение под формата на корупция в османското управление по времето на Мурад III и след убийството на Соколлу Мехмед паша. 
През първата половина на XVII век османската историография е представена собствено от Мустафа Кочи бей Гюмюрджински и Ибрахим Печеви. Печеви, който е родом от Печ (Унгария) е собствено първият османски историк ползвал чужди (унгарски) източници за своята двутомна история на Османската империя от 1520 г. до 1639 г. 
Най-известният и класически османски историк на XVII век е Хаджи Калфа. Кятиб Челеби е известен като Калфа понеже през 1635 г. посещава Мека, ставайки „Халиф“, т.е. калфа или втори заместник на началник на финансовото ведомство или канцелария на османската армия на халифа на правоверните - османския султан. Хаджи Калфа е важен източник за събитията в империята от 1592 г. до 1654 г. Хаджи Калфа е може би и първия османски енциклопедист, след като в продължение на 15 години проучва 14 500 книги от 8000 автори на персийски, арабски и османотурски език. Редом до Хаджи Калфа, другият най-известен историк, пътешественик и географ е Евлия Челеби. Последният е уникален за времето си в световен мащаб. Със своята Книга за пътешествията (Сейахатнаме), издадена в 10 тома, ведно с познанията си по география, археология, етнография и история, Челеби е може би най-стойностния османски описател на империята във всичките ѝ аспекти и в цялата ѝ история. 
Класическата османска историография завършва с Мустафа Наима от Халеб. Той е от 1709 г. официален дворцов историограф и автор на шесттомната История на Наима или Хроника на Наима. Целта на последната е да защитити Карловецкия мирен договор и последвалия Константинополски мирен договор (1700), предвид настъпващия вече упадък на Османската империя. Този последен класически османски историограф първи въвежда критическия реализъм на настъпващото просвещение и в османската историография. По адрес на султан Ахмед I пише, че е жесток, безпощаден и вероломен, а за австрийците и унгарците употребява унищожителни епитети. Няма пощада перото му и към шиити, тарикати и всякакви други социални дегенерати, наречени от него метежници и разбойници. Нещо повече, шиите като мюсюлмани са наречени от него кучета, т.е. най-обидния епитет в исляма. 